# Cutleria wilmarthi
Cutleria wilmarthi is een basale synapside, behorende tot de Sphenacodontoidea, die tijdens het vroege Perm leefde in het gebied van het huidige Noord-Amerika. Het is de typesoort van het geslacht Cutleria.

## Vondst en naamgeving
In 1952 waren de geologen Verl Richard Wilmarth en Rollin C. Vickers van de US Geological Survey op zoek naar uranium bij Placerville in San Miguel County, Colorado. Hun Geigerteller sloeg uit bij twee brokken steen die botten bevatten waarin zich vaak uranium ophoopt. George Edward Lewis concludeerde dat het om interessante fossielen ging en borg nog dat jaar twee gedeeltelijke skeletten. In 1953 werden door Alfred Sherwood Romer, S.J. Olsen en A.D. Lewis van het Museum of Comparative Zoology van Harvard College nog een aantal weken op de locatie fossielen verzameld die te Harvard door Olsen werden geprepareerd. In 1958 droeg Romer de studie naar deze vondsten over aan Peter Paul Vaughn. Er bleken reeds bekende soorten onder te zitten maar ook onbekende vormen.
In 1965 werd de typesoort Cutleria wilmarthi benoemd en beschreven door Lewis en Vaughn. De geslachtsnaam verwijst naar de Cutlerformatie. De soortaanduiding eert Wilmarth; hij had het fossiel persoonlijk gevonden en was de eerste überhaupt die fossielen in de formatie ontdekte.
Het holotype, USNM 22099, is gevonden in een laag van de Cutlerformatie die dateert uit het Sakmarien, ruim 290 miljoen jaar oud. Het bestaat uit een skelet met schedel. Behalve een groot deel van de schedel bewaart het beide onderkaken, de eerste twaalf wervels, verdere wervels van de rug en de staart, ribben, de schoudergordel, het linkeronderarmbeen, de pijpbeenderen van de rechteronderarm en de rechterpols.
In 1994 beschreef Michel Laurin het holotype opnieuw. Bij die gelegenheid werd specimen MCZ 2987, een snuit op tweeënhalve kilometer van het holotype gevonden, die in 1965 aan de soort was toegewezen, weer uit het hypodigma verwijderd. Er werd echter ook geen apart geslacht voor benoemd maar het werd als niet te determineren beschouwd.

## Fylogenie
In 1965 werd Cutleria in de Haptodontinae geplaatst. In 1979 plaatste Philip John Currie al zulke vormen in Haptodus maar Laurin concludeerde in 1994 dat Cutleria dichter bij de Sphenacodontidae stond.